# Urópodos

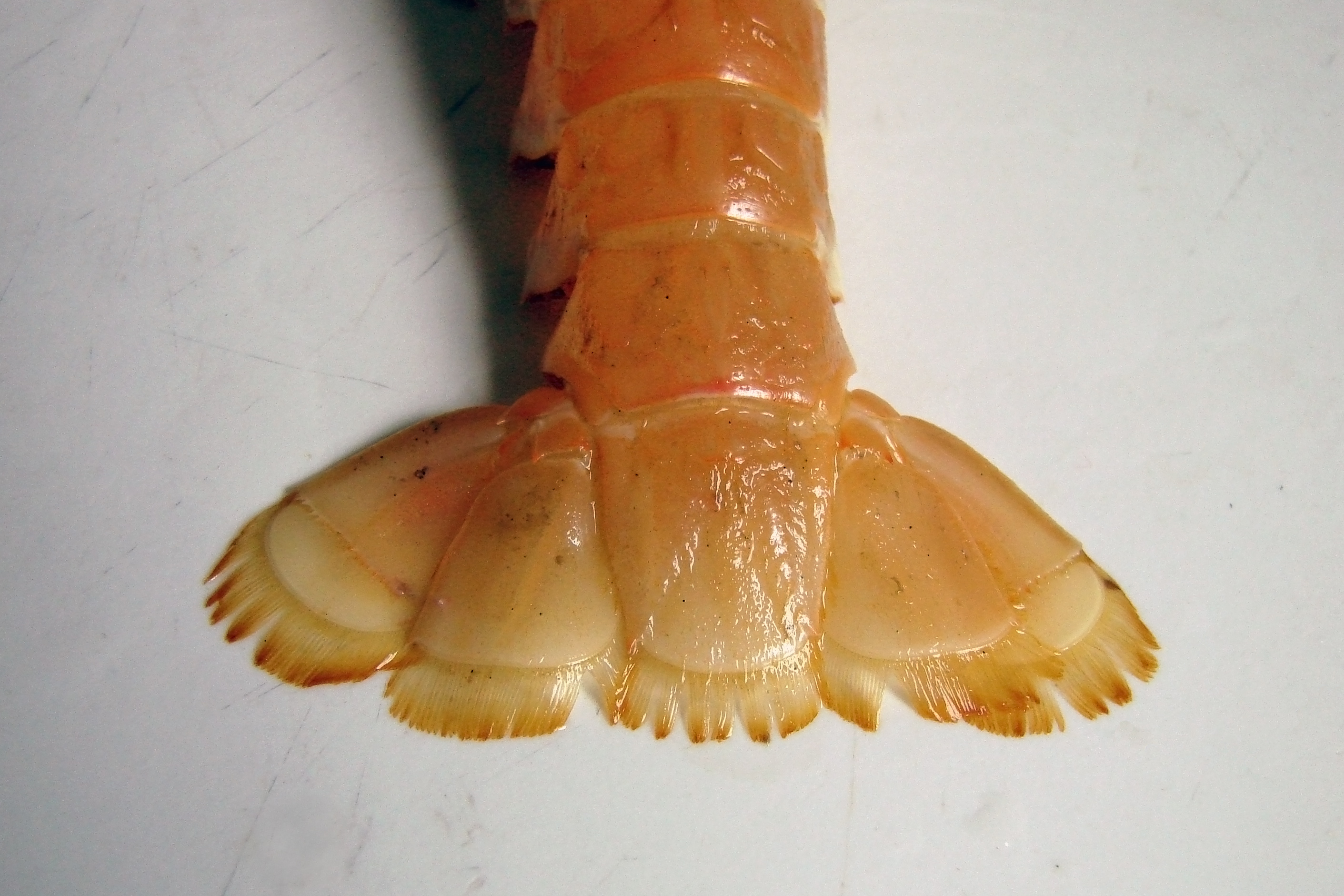
Urópodos de Nephrops norvegicus.

Los urópodos, son los dos pares de apéndices del último segmento abdominal del cuerpo de muchos crustáceos, están a continuación del abdomen o pleon y son laminares en la mayoría de los grupos.

## Función
El telson junto con los urópodos presentan forma de abanico, por lo que se les denomina también abanico caudal. En ocasiones, los urópodos pueden trabajar en conjunto con el telson para formar un "abanico caudal", utilizando estos apéndices para ayudarse en sus desplazamientos (natación), ya que con un movimiento brusco del abdomen, telson y los urópodos, consiguen propulsarse rápidamente hacia atrás.
En los cangrejos ermitaños, los urópodos sirven como elementos de retención, casi todos de cangrejos y en algunos Lithodidae, los urópodos se reabsorben en la edad adulta.

## Formas
Urópodos son típicamente birramales, que consiste básicamente de un pedúnculo que se divide en dos ramas endopodito y exopodito), por una sutura transversal conocida como diéresis. El exopodito suele ser más grande que el endopodito.
Los anfípodos generalmente tienen tres pares urópodos.

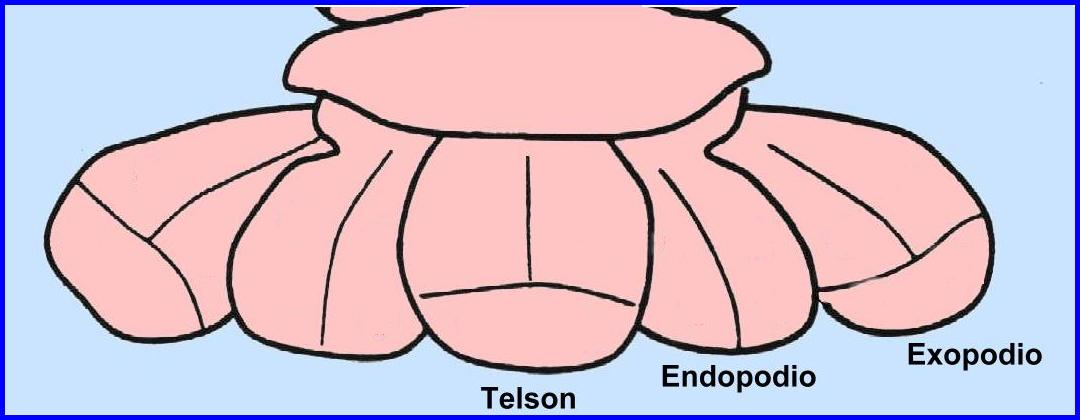
Urópodos de un Decápodo.

 En la mayoría de los Peracarida, Bathynellacea y Cumacea, los urópodos tienen forma de bastón.
Los urópodos están formados por cuatro piezas:
- 2 exopoditos (las más externas).
- 2 endopoditos (entre los exopoditos y el telson).

## Especies
Todos los Decápodos (con la excepción de la mayoría de los Brachyura) presentan urópodos el Infraorden Palinura, Suborden Dendrobranchiata, Infraorden Stenopodidea, Infraorden Caridea, Infraorden Astacidea, Infraorden Thalassinidea, etc.